# Madathukulam
Madathukulam é uma panchayat (vila) no distrito de Coimbatore, no estado indiano de Tamil Nadu.

## Demografia
Segundo o censo de 2001,  Madathukulam  tinha uma população de 20,212 habitantes. Os indivíduos do sexo masculino constituem 51% da população e os do sexo feminino 49%. Madathukulam tem uma taxa de literacia de 70%, superior à média nacional de 59.5%: a literacia no sexo masculino é de 78% e no sexo feminino é de 62%. Em Madathukulam, 10% da população está abaixo dos 6 anos de idade.